# Cures
Cures – miejscowość i gmina we Francji, w regionie Kraj Loary, w departamencie Sarthe.
Według danych na rok 2010 gminę zamieszkiwało 541 osób, a gęstość zaludnienia wynosiła 47 osób/km².